# Jinyu Nasu
Jinyu Nasu (født 20. juli 1999) er en japansk fodboldspiller, som spiller for den japanske fodboldklub Gainare Tottori.